# Cuillas del Valle
Cuillas del Valle ist ein spanischer Ort in der Provinz Palencia der Autonomen Gemeinschaft Kastilien und León. Cuillas del Valle gehört zu Berzosilla, es befindet sich drei Kilometer nördlich vom Hauptort der Gemeinde. Cuillas del Valle ist über die Straße PP-6212 zu erreichen.

## Weblinks

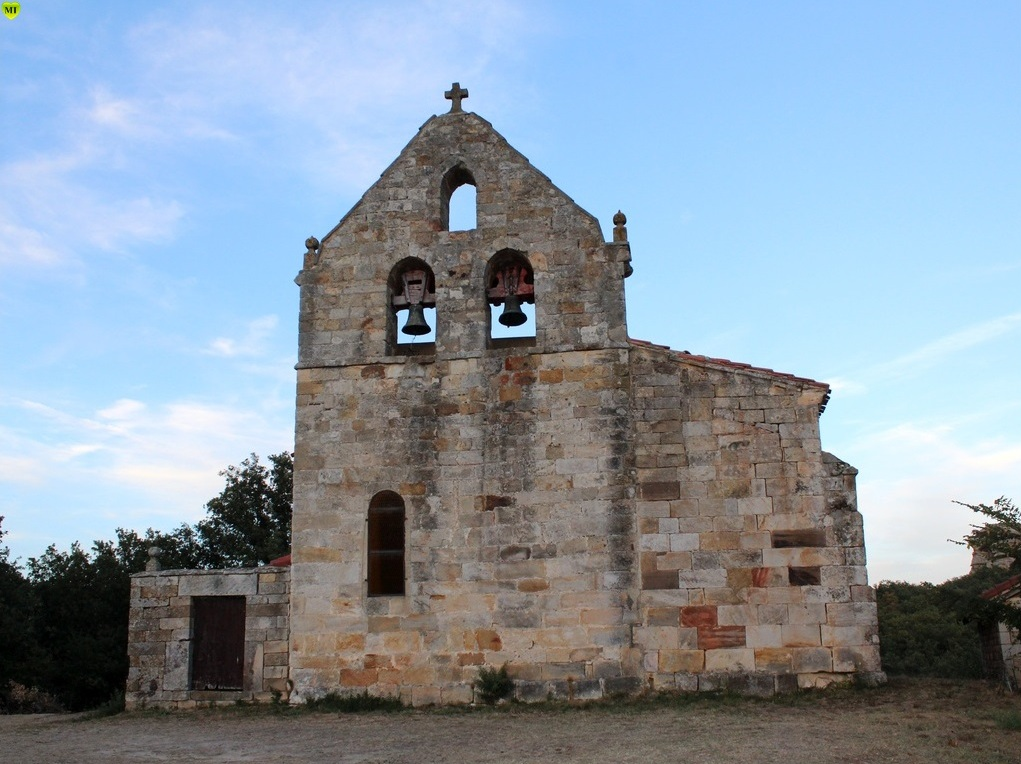
Kirche San Blas

## Sehenswürdigkeiten
- Spätromanische Kirche San Blas